# Jazak

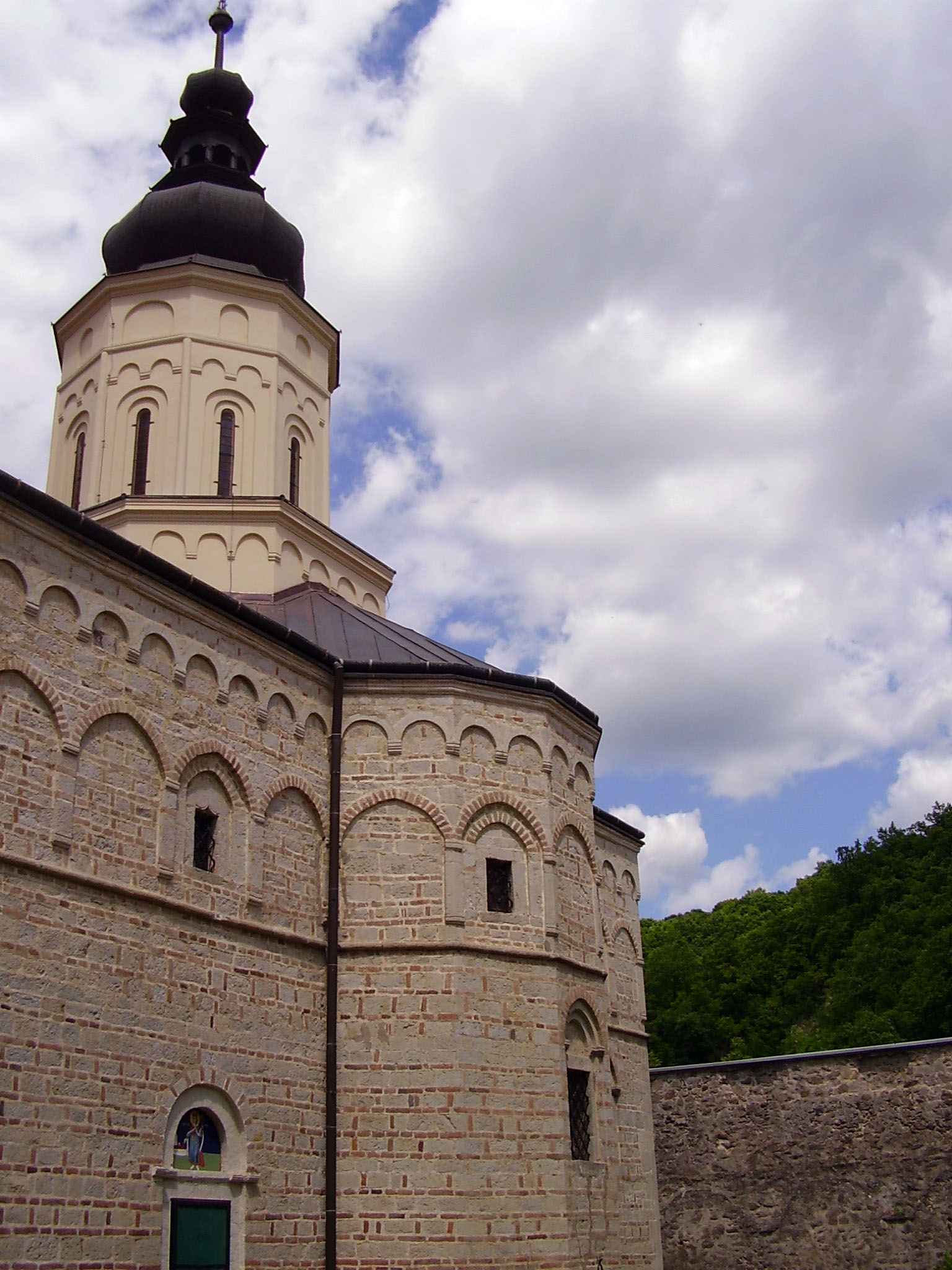
Jazak kloster

Jazak kloster (serbiska: Манастир Јазак / Manastir Jazak) är ett serbisk-ortodoxt kloster på berget Fruška Gora i norra Serbien, i provinsen Vojvodina. Klostret grundades 1736.